# Funkenerodiermaschine

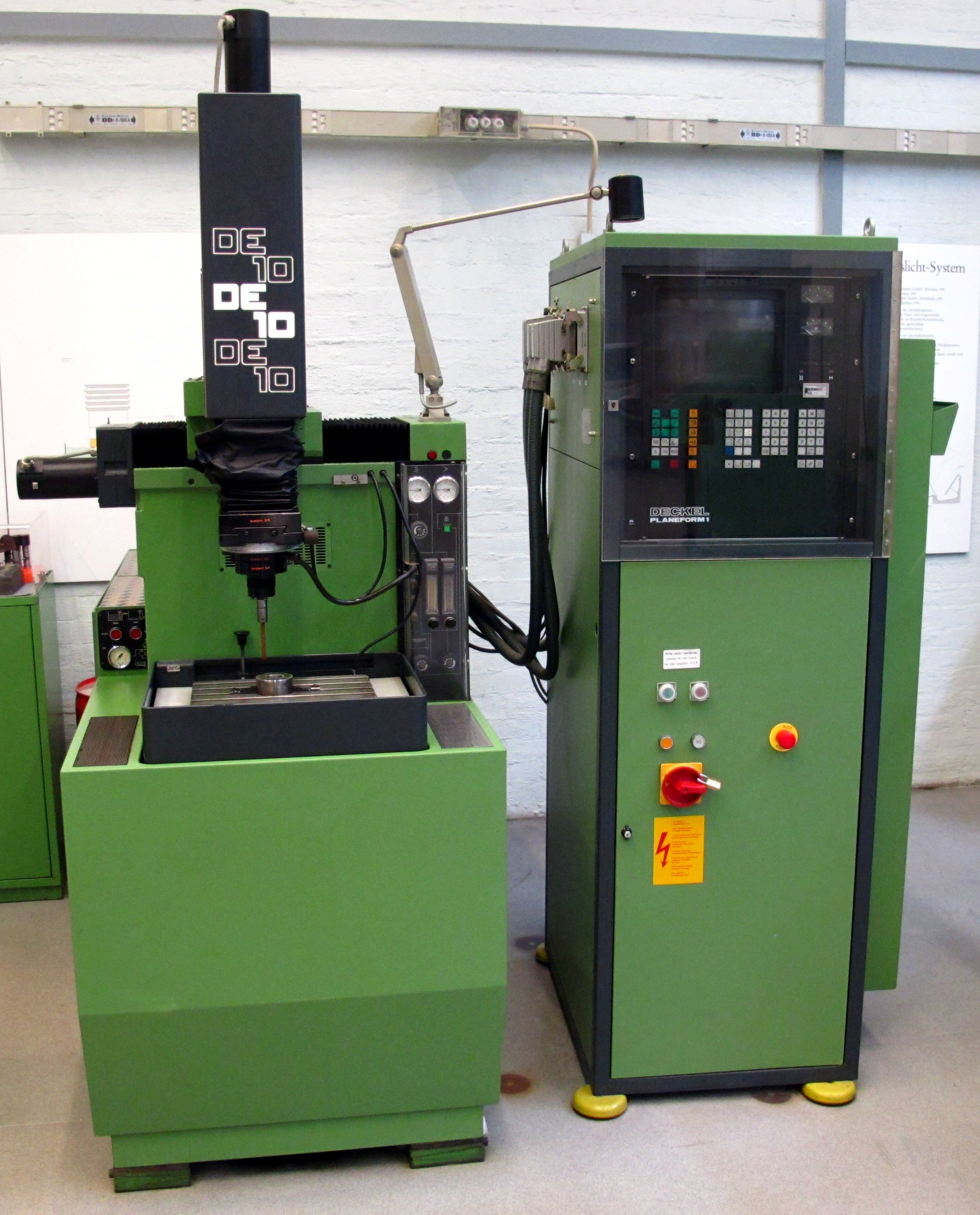
Funkenerodiermaschine

Eine Funkenerodiermaschine ist eine abtragende Werkzeugmaschine, die zur Bearbeitung von elektrisch leitenden Materialien mittels des Funkenerosionsverfahrens dient. 
Die Erodiermaschine benötigt für die Bearbeitung ein Werkzeug (Elektrode) aus einem Material mit hoher elektrischer Leitfähigkeit wie Kupfer, Graphit oder Wolfram, sowie ein Dielektrikum, welches den Raum zwischen Werkzeug und Werkstück füllt. Während der Bearbeitung wird eine elektrische Spannung zwischen dem zu bearbeitenden Werkstück und der Elektrode, die in die Maschine eingespannt ist, angelegt. Die Elektrode ist eine Negativform der Form, die in das zu bearbeitende Werkstück eingebracht werden soll.
Während der Bearbeitung wird durch pulsierenden Gleichstrom ein Lichtbogen zwischen der Elektrode und dem Werkstück erzeugt. Dabei werden Bestandteile vom Werkstück durch Verdampfung oder durch Abplatzen abgetragen. Die abgetragenen oder verdampften Bestandteile werden durch das Dielektrikum – eine nicht leitende Flüssigkeit, z. B. ein spezielles Öl – weggespült.
Problematisch bei dem Verfahren sind das geringe Abtragsvolumen und die hohen Herstellungskosten der Elektrode, die teilweise mehr als 50 % der Gesamtkosten ausmachen können.
Anwendung finden Funkenerodiermaschinen vor allem im Werkzeugbau. Sie werden zur Bearbeitung jeglicher Metalle und Metalllegierungen, wie z. B. Stahl (auch gehärtet), Aluminium, Kupfer, Messing und Exoten wie Molybdän und Zirconium eingesetzt. Ebenso lassen sich andere leitende Materialien wie Graphit und einige Keramikarten sehr gut erosiv bearbeiten. Im Bereich Senkerosion wird das Erodieren oft schon durch HSC-Fräsmaschinen (für harte und gehärtete Metalle) und 5-Achs-Fräsmaschinen ergänzt oder teilweise ersetzt.

## Arten
Funkenerodiermaschinen gibt es in zwei Ausführungen, die unterschiedliche Bearbeitungsmöglichkeiten bieten:
- Drahterodieren (funkenerosives Schneiden)
- Senkerodieren, wobei es hier verschiedene Ausführungen (z. B. Bohrerodieren) gibt, die sich vor allem in der Anzahl und Art ihrer Achsen (X,Y,Z,C...) unterscheiden (funkenerosives Senken)